# Пенндорф, Балдуин
Альберт Балдуин Пенндорф (нем. Albert Balduin Penndorf; 27 ноября 1873, Гройч — 20 апреля 1941, Рупперцгрюн, Вердау) — немецкий экономист, профессор и ректор бизнес-школы в Лейпциге.

## Биография
Альберт Балдуин Пенндорф родился в семье ремесленника; учился в начальной школе в Борне. Затем он стал студентом в лейпцигской бизнес-школе (Handelshochschule) — с 1904 году являлся дипломированным специалистом (Diplom-Handelslehrer). После этого он изучал экономику в Лейпцигском и Тюбингенском университетах. В 1907 году, под руководством Густава фон Шенберга (Gustav Friedrich Schönberg), Пенндорф стал кандидатом наук, а с 1909 — доцентом бизнес-школы Лейпцига. Год спустя он получил позицию профессора в Хемницком техническом университете. 23 октября 1914 года был среди 3000 преподавателей, подписавших «Заявление преподавателей высшей школы Германской империи» (Erklärung der Hochschullehrer des Deutschen Reiches).
С 1922 года Балдуин Пенндорф являлся профессором экономики бизнес-школы Лейпцига, а с 1926 по 1929 год — состоял также и ректором данного учебного заведения. 11 ноября 1933 года он был среди более 900 ученых и преподавателей немецких университетов и вузов, подписавших «Заявление профессоров о поддержке Адольфа Гитлера и национал-социалистического государства». Вышел на пенсию в 1938 году.

## Работы
- Ratgeber für das Studium an der Handelshochschule Leipzig. Niemeyer, Halle (Saale) 1922 (Leipziger Hochschulhefte 4)
- Fabrikbuchhaltung und ihr Zusammenhang mit Kalkulation und Statistik. Spaeth & Linde, Berlin 1924 (Bücherei für Industrie und Handel 3) (Reprint: Nihon-Shoseki, Osaka 1990)
- Einführung in die Fabrikbuchhaltung. Spaeth & Linde, Berlin 1925 (Lindes kaufmännische Bücherei 5) (Reprint: Nihon-Shoseki, Osaka 1990)